# フェルナンド・カヨ
フェルナンド・カヨ（Fernando Cayo, 1968年4月22日 - ）は、スペイン出身の俳優である。

## 出演作品

### 映画
- パニック・オーシャン ソマリア海賊緊迫の47日間
- フライト8714
- ペーパーバード 幸せは翼にのって
- スペイン一家監禁事件（ハイメ）
- 永遠のこどもたち（カルロス）